# Данченко Віктор Анатолійович
Ві́ктор Анато́лійович Да́нченко (нар. 4 листопада 1983, Очеретувате — пом. 14 лютого 2023, Часів Яр) — Старший солдат Збройних сил України. Командир першого розвідувального відділення. Загинув під час виконання бойового завдання.

## Нагороди
За особисту мужність і героїзм, виявлені у захисті державного суверенітету та територіальної цілісності України, вірність військовій присязі під час російсько-української війни, відзначений — нагороджений
- орденом «За мужність» III ступеня (2023, посмертно)[1]